# Anna LoPizzo
Anna LoPizzo (Buccheri, 26 novembre 1878 – Lawrence, 29 gennaio 1912) è stata una sindacalista italiana immigrata (nome completo anagrafico: Anna Maria Lo Pizzo), uccisa a 34 anni dalla polizia durante lo sciopero del pane e delle rose nel settore del tessile a Lawrence, Massachusetts, considerata una delle lotte più significative nella storia del lavoro negli Stati Uniti d'America.
Eugene Debs disse dello sciopero: "La vittoria di Lawrence fu la più decisiva e di vasta portata mai conquistata dal lavoro organizzato". L'autore Peter Carlson ha visto questo sciopero condotto dai militanti del sindacato Industrial Workers of the World (IWW) come una svolta. Ha scritto: "Diffidando di [una guerra con l'anticapitalista IWW], alcuni proprietari dei mulini hanno ingoiato il loro odio per i sindacati e hanno quindi invitato l'AFL ad organizzare i loro lavoratori.
La morte di Anna LoPizzo fu significativa per entrambe le parti nella lotta. Ha scritto Bruce Watson nel suo epico Pane e rose: Mulini, migranti e la lotta per il sogno americano, "Se l'America avesse una tomba dell'immigrante sconosciuto che renda omaggio ai milioni di immigrati conosciuti solo da Dio e da lontani cugini che compilavano alberi genealogici, Anna LoPizzo sarebbe la prima candidata a giacerci. "

## Anna LoPizzo in vita
Ardis Cameron descrive il mondo degli immigrati in cui visse Anna LoPizzo: 
 Basandosi sulle pratiche del vecchio mondo e sui principi della collettività, la comunità di immigrati "scambiava" sistematicamente nomi e documenti falsi per eludere leggi "impossibili" e garantire la sopravvivenza reciproca. . . 
 La falsificazione dei documenti poteva servire a vari scopi — stato di cittadinanza, esperienza lavorativa, requisiti di età. . . 
 [In America gli immigrati spesso] hanno preso il nome della persona da cui hanno ottenuto il lavoro. Per coloro che vivevano in Common Street [a Lawrence, Massachusetts], Anna LoPizzo, un'operaia uccisa durante lo sciopero del 1912, era Anna LaMonica, una volta troppo giovane per lavorare. Trovato al Comune di Buccheri l'atto di nascita di Anna Lo Pizzo con nomi e cognomi dei genitori che sono riportati esattamente nel certificato di morte n. 303 rilasciato dalla Polizia del Massachusetts. 
 Alla sua morte, il nome adottato da Anna era destinato a diventare il nome con il quale sarebbe stata conosciuta per sempre. 

## La morte di Anna LoPizzo
Il libro di Fred Thompson IWW: Its First Seventy Years afferma che, 
 Il 29 gennaio una parata pacifica di scioperanti è stata caricata dalla milizia e l'ufficiale Oscar Benoit ha sparato tra la folla, colpendo la scioperante Anna Lo Pezza (sic), uccidendola. 
 Nella sua autobiografia Big Bill Haywood scrisse che, 
 ... diciannove testimoni avevano visto il poliziotto Benoit uccidere la ragazza. 
 Nel libro Roughneck, Peter Carlson ha scritto, 
 Alle barricate, i picchetti e la polizia iniziarono a spingersi a vicenda. La polizia avanzò, impacchettando i manifestanti in ritirata così strettamente che non potevano più muoversi, quindi iniziò a manganellarli. Alcuni scioperanti reagirono. Un poliziotto ricevette una coltellata. Un sergente di polizia ordinò ai suoi uomini di estrarre le armi da fuoco. I loro colpi uccisero una giovane scioperante italiana di nome Anna LoPizzo. 
 L'IWW ha offerto il proprio resoconto un anno dopo lo sciopero, sulla base di un processo: 
 [Il] gennaio 29, una scioperante, Annie LoPizzo [sic], è stata uccisa all'angolo di Union e Garden Streets, durante l'intervento poliziesco e militare sui picchettaggi legali. È stata colpita da un proiettile che si ritiene sia stato sparato dall'agente di polizia Oscar Benoit, anche se Benoit e l'agente di polizia Marshall affermano che è stato sparato da dietro Benoit da un nemico personale di quest'ultimo, a seguito di un alterco. Comunque sia, sia Ettor sia Arturo Giovannitti furono arrestati; accusati di incitare a procurare la commissione del crimine di cospirazione illegale. Sebbene l'assassino fosse sconosciuto, furono considerati "accessori prima del fatto". 
Joseph Ettor e Arturo Giovannitti erano organizzatori dell'IWW arrestati per l'omicidio. 
 La testimonianza degli ufficiali Benoit e Marshall sostenne che il colpo mortale era stato sparato a Benoit da un uomo che aveva un rancore personale contro Benoit e che aveva approfittato dei tempi difficili per far quadrare i conti... Altre testimonianze sostennero che l'agente Benoit fosse l'assassino di Annie Lo Pizzo. 
 Un terzo uomo fu arrestato per l'omicidio; tuttavia, 
 Tre testimoni - il padrone di casa, il padrino di suo figlio e sua moglie - aiutarono Caruso a stabilire un alibi completo; egli era a casa a mangiare la cena quando Annie Lo Pizzo fu colpita, secondo l'accusa da lui... Caruso disse che non era un membro dell'IWW, ma vi si sarebbe iscritto non appena fosse uscito [dal carcere]. 

## Gli immigrati nelle manifatture di Lawrence
Lawrence, Massachusetts, ospitava molte fabbriche tessili che dipendevano fortemente dal lavoro degli immigrati. Secondo Carlson lo sciopero era "una rivolta spontanea da parte degli immigrati che erano arrivati a Lawrence in attesa di una terra di opportunità, ma trovarono invece una vita claustrofobica di duro lavoro e stipendio basso". Carlson continua, 
 "È ovvio", ha concluso l'ufficio statale per le statistiche del lavoro nel 1911, "che i guadagni a tempo pieno di un gran numero di dipendenti adulti sono del tutto inadeguati per una famiglia". Di conseguenza, la famiglia media di Lawrence manda a lavorare madre, padre e tutti i bambini di età superiore ai quattordici anni. Le manifatture sporche e affollate erano terreno fertile per le malattie. La tubercolosi e altri disturbi respiratori hanno ucciso circa il 70 percento dei lavoratori del mulino della città. "Un numero considerevole di ragazzi e ragazze muore nei primi due o tre anni dopo l'inizio dei lavori", ha scritto la dottoressa Elizabeth Shapleigh, un medico di Lawrence. "Trentasei su ogni 100 uomini e donne che lavorano nelle manifatture muoiono prima o all'età di 25 anni." . . . Mentre le mani delle manifatture vivevano e morivano in povertà, i loro datori di lavoro prosperavano. 
 Il sindacato Industrial Workers of the World aveva già una presenza significativa nei mulini di Lawrence. Fred Thompson ha scritto, 
 Un mito persistente sull'IWW è che si sia precipitato in scioperi senza una precedente organizzazione, facendo uscire in strada lavoratori appagati tramite sortilegi di oratoria, ottenendo grandi vittorie, quindi abbandonato i lavoratori per ripetere il processo altrove. Il mito è infondato... Prima della sua fama a Lawrence, l'IWW organizzava lavoratori tessili da sette anni, e questi costituivano circa la metà dei suoi membri. 
 Gli organizzatori nazionali dell'IWW furono coinvolti quando la comunità di immigrati italiani a Lawrence inviò un telegramma al sindacalista Joseph Ettor. Ettor era un italiano e, all'età di 27 anni, era già un veterano organizzatore per l'IWW.
Haywood scrisse nella sua autobiografia che c'erano circa ventotto nazionalità diverse tra gli scioperanti e parlavano quarantacinque dialetti diversi. (Thompson ha riportato 16 lingue "principali".)
Ettor e il collega sindacalista Arturo Giovannitti avevano organizzato con successo lo sciopero quando vi arrivò il capo organizzatore IWW Bill Haywood. Nel giro di un mese, venticinquemila lavoratori che partecipavano allo sciopero. Haywood fu sufficientemente impressionato dal fatto che ritenne opportuno lasciare lo sciopero nelle mani dei suoi esperti organizzatori e fare un tour di lingua nelle città nord-orientali degli Stati Uniti a sostegno dello sciopero.

## Le accuse e il processo
La morte di Anna LoPizzo fu usata dalle autorità durante lo sciopero di Lawrence come mezzo per interrompere e fare pressioni sul sindacato. Sebbene i leader sindacali Ettor e Giovannitti fossero a due miglia di distanza al momento della sua morte, furono accusati del suo omicidio e incarcerati senza cauzione fino al processo. Bill Haywood interruppe il suo tour e tornò in città per prendere le redini dello sciopero. 
Il processo a carico di Caruso, Ettor e Giovannitti si tenne il 30 settembre, tenendo fuori servizio i due capaci e poliglotti sindacalisti per otto mesi. Al processo, Ettor e Giovannitti furono rinchiusi in gabbie di metallo. Il procuratore distrettuale li definì "avvoltoi sociali" e "poiane del lavoro". Eppure non furono accusati dell'omicidio per il quale furono arrestati. Tutti e tre furono assolti. 

## Rilevanza della morte di Anna LoPizzo
La morte di Anna LoPizzo sulla linea di picchetto aveva dato alle autorità la possibilità di rimuovere i due principali organizzatori dall'azione per la durata dello sciopero, ma divenne anche un'occasione per i lavoratori per chiedere giustizia. Il numero di Metro Santa Cruz del 10-17 marzo 1999 offre un esempio di come reagirono gli scioperanti.
 

Lo sciopero ebbe successo perché i lavoratori rimasero uniti nelle loro richieste. I giornalisti finanziari iniziarono a mettere in discussione le tattiche dei datori di lavoro e delle autorità locali relative non solo allo sciopero, ma in particolare alla gestione della morte di Anna LoPizzo. Uno scrittore preoccupato per il successo delle tattiche organizzative dell'IWW è stato Arno Dosch, che ha scritto sulla rivista The World's Work , 
 Gli sforzi compiuti dai datori di lavoro e dalle autorità governative per reprimere il movimento sono stati peggio che inutili. Ogni mossa che è stata fatta contro l'IWW ha avuto l'effetto di vincere la simpatia... Il processo contro i tre agitatori, il signor Ettor, il signor Giovannitti e il signor Caruso, per l'omicidio di una donna la cui morte è stata indirettamente causata dallo sciopero, è stato un errore tattico. Il signor Ettor ha ottenuto il sostegno di milioni di persone quando ha detto: "Sono processato qui non per i miei atti, ma per i miei punti di vista. 
 Prima dello sciopero di Lawrence e del processo per la morte di Anna LoPizzo, molti uomini d'affari si rifiutarono categoricamente di riconoscere eventuali sindacati. Dopo lo sciopero invece, la Federazione americana del lavoro venne corteggiata da alcuni datori di lavoro, anche se solo come baluardo contro i più radicali e militanti lavoratori industriali del mondo . 

Carlson rimarca come: 
 Poco dopo lo sciopero di Lawrence, John Golden, presidente del sindacato dei lavoratori tessili della AFL (rivale degli sforzi sindacali dell'IWW a Lawrence), osservò che i proprietari delle manifatture, spaventati, "stanno ora facendo di tutto per entrare in contatto con la nostra organizzazione". Lincoln Steffens ha riassunto l'atteggiamento dei boss nel panico: "Haywood fa sembrare Gompers un angelo", ha scritto. "L'IWW fa rimpiangere l'AFL ai padroni." 
 Il presentimento da parte dei datori di lavoro derivava dalle loro paure su ciò che questa nuova organizzazione del lavoro, l'IWW, rappresentava effettivamente. Thompson citò Harry Fosdick nel numero di giugno di Outlook del 1912, 
 I salari sono stati aumentati, il lavoro è stato ripreso, la milizia è andata e i telai ronzanti suggeriscono la pace industriale; ma dietro tutto ciò l'organizzazione più rivoluzionaria nella storia dell'industria americana sta costruendo un esercito di volontari. L'IWW lascia irrimediabilmente indietro i metodi della Federazione americana del lavoro . 
 Alcuni credevano che il successo degli scioperanti richiedesse altre misure. Fosdick cita un avvocato di Boston che ha dichiarato, 
 Lo sciopero avrebbe dovuto essere interrotto nelle prime ventiquattro ore. La milizia avrebbe dovuto essere incaricata di sparare. È così che fece Napoleone. 

## Commemorazione
La tomba di Anna LoPizzo non fu segnata per 88 anni, fino a quando una lapide con il simbolo del pane e delle rose vi fu posta nel 2000 per volontà di David R. Morris di Barre, Vermont, dove i figli degli scioperanti vennero portati in salvo nel 1912. La lapide è stata esposta al Lawrence Heritage State Park come parte dell'annuale festival Bread and Roses fino alla Festa del Lavoro e collocata sulla sua tomba durante le cerimonie tenute il 14 settembre.